# Acme Motor Co
Acme Motor Co fou un fabricant britànic de motocicletes amb seu a Earlsdon, Coventry. L'empresa va començar a fabricar el 1902 i va ser adquirida per Rex Motorcycles en algun moment abans del 1920. El 1922, el nom de l'empresa es va canviar per Coventry Acme Motor Co i més tard, aquell mateix any, la companyia es va fusionar amb Rex per a formar Rex-Acme.

## Història
Les primeres motocicletes produïdes per Acme el 1902 duien motors Minerva. Aviat s'hi van afegir models que en duien d'Automoto de 2,75 i 4,5 CV, així com un model de 3 CV amb motor fabricat per la mateixa Acme.

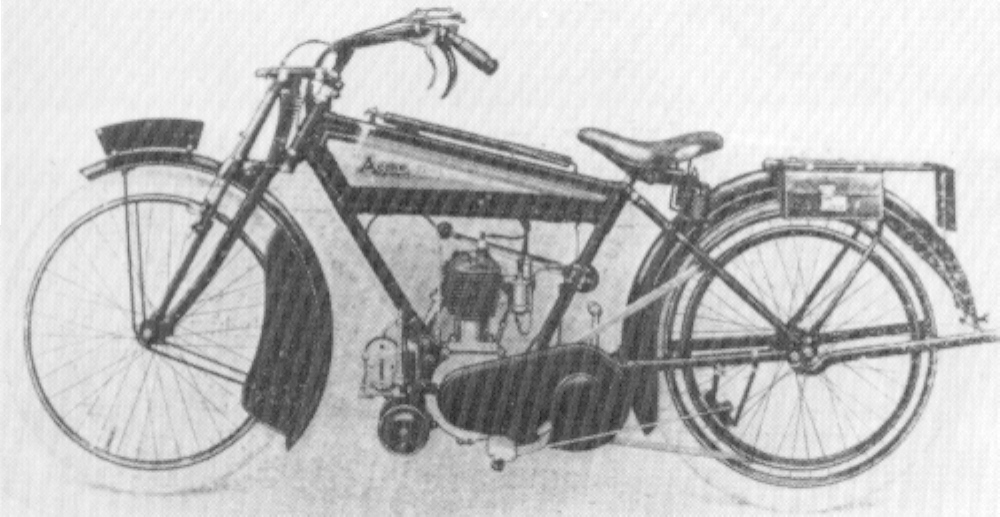
Motocicleta Acme amb motor JAP de 293 cc (1922)

Des del 1904, Acme va produir sota llicència els motors Automoto. El 1908 es van inscriure dues Acme al TT de l'illa de Man, però totes dues es van retirar a la primera volta. Després d'això, no es van tornar a inscriure motos Acme a les curses del TT.
L'empresa va registrar diverses patents, entre elles una de xassís de motocicleta el 1916.
Després d'un parèntesi durant la Primera Guerra Mundial, el 1918 es va reprendre la producció sota la direcció de George Henry Hemingway. Alguns dels models de postguerra duien motors JAP, tot i que Acme mateixa va construir també motors monocilíndrics de vàlvula lateral de 350 cc i bicilíndrics en V (V-twin) de 997 cc. El 1919, Acme va produir un nombre limitat d'unitats d'un model d'automòbil.
El 1920, l'empresa va llançar una combinació de sidecar amb motor V-twin JAP de 976 cc i 8 CV, amb caixa de canvis Sturmey Archer de tres velocitats, forquilles Brampton Biflex i transmissió per cadena. El motor es va produir segons les especificacions d'Acme amb l'accionament magneto a l'esquerra per tal de permetre un millor accés als punts d'ignició. El 1921 es va afegir a la gamma una motocicleta monocilíndrica de 2¾ CV amb doble engranatge. Aquestes darreres motocicletes eren gairebé idèntiques a les produïdes per Rex Motorcycles, la qual ja havia pres el control d'Acme en aquella època. Les dues empreses es van fusionar el 1922 i van passar produir des d'aleshores i fins al 1933 motos sota la marca Rex-Acme.